# Discestra obscura
Discestra obscura là một loài bướm đêm trong họ Noctuidae.